# Smaulmyrar
Smaulmyrar är ett naturreservat i Region Gotland på Gotland.
Området är naturskyddat sedan 2019 och är 63 hektar stort. Reservatet ligger väster om Ljugarn och omfattar myrkomplexet Smaulmyrar, alvarmark och tallskog. 